# El Vescomte de Bragelonne
El vescomte de Bragelonne (Le Vicomte de Bragelonne en francès) és una novel·la d'Alexandre Dumas (pare) publicada el 1847. És la tercera i última part de les novel·les de D'Artagnan o de la també anomenada Trilogia dels mosqueters.
Va ser publicada inicialment com un fulletó al diari Le Siècle, des del 20 d'octubre de 1847 al 12 de gener de 1850. La seva primera edició a França, com a llibre, va ser publicada per l'editorial Michel Lévy frères  el 1848.

## Argument
La novel·la s'inicia el 1660, deu anys després dels successos de Vint anys després. A la seva residència de Blois, el vescomte de Bragelonne i jove mosqueter, Raül, es retroba amb Lluïsa de La Vallière, a qui estima profundament, malgrat que Athos, pare del jove, no està d'acord amb aquesta relació.

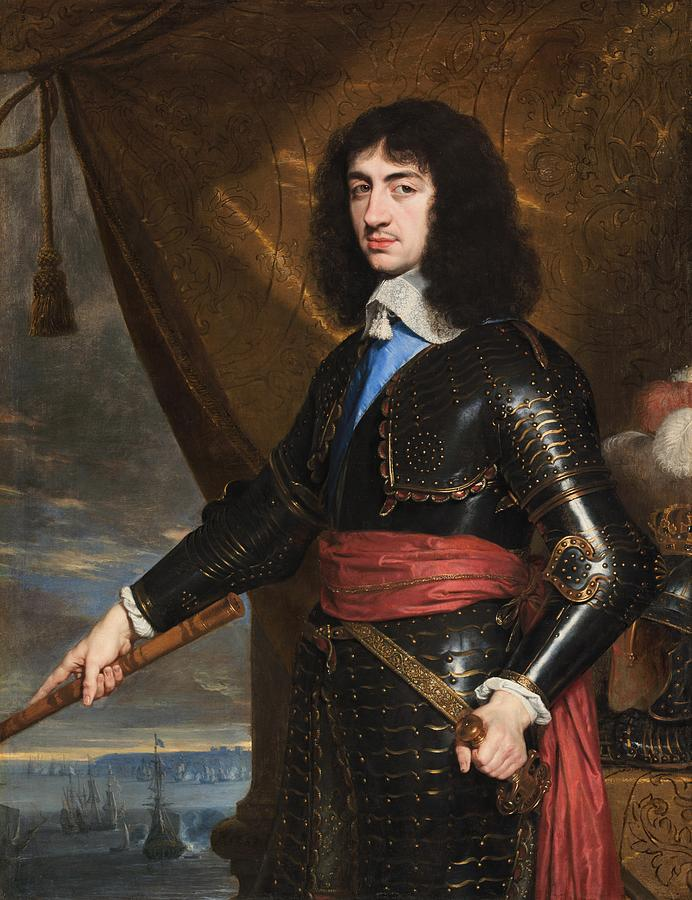
Carles II d'Anglaterra, la restauració al tron rebé el suport d'Athos i D'Artagnan.

D'altra banda, a Anglaterra, l'armada anglesa està en mans del general John Lambert, mentre que els seus enemics, els escocesos, obeeixen les ordres del general George Monck. Aquest últim ha envaït Newcastle upon Tyne, port al nord-est d'Anglaterra i aviat atacarà Londres, ja que els soldats de Lambert ocupen la ciutat. Mentrestant, Carles, fill de Carles I i hereu al tron anglès, es troba exiliat al comtat d'Holanda, però decidit a recuperar la corona, arriba a Blois per demanar al rei Lluís XIV i a Giulio Raimondo Mazzarino ajut econòmic per a aquest objectiu, que li és denegat per aquests. En la seva partida de França, Carles troba per casualitat la casa d'Athos a La Fère, que en el passat havia intentat ajudar el seu pare. El comte li explica que Carles I, abans de morir, li va revelar l'existència d'una fortuna amagada en un castell de Newcastle, amb la qual podria ajudar el seu fill en el futur. Llavors, fidel al seu honor, Athos va amb Grimaud cap a Anglaterra per recuperar-la.
Entretant, D'Artagnan, va saber la negativa de Lluís XIV i de Mazzarino per ajudar Carles, i rebaixat a tinent de mosqueters, renúncia al seu càrrec per cooperar amb més llibertats a la restauració anglesa. Primer busca els seus tres amics perquè l'ajudin en la seva aventura, però no els troba. Tanmateix, en París, arriba a la casa de Planchet, el seu ex criat, qui finalment li deixa diners. Amb aquests, el gascó contracta una dotzena d'homes per la seva missió, i a Normandia, lloga un vaixell de pesca i marxa cap a Newcastle. Allà, vestits com a pescadors, li ofereixen provisions al general Monck i s'instal·len en el poble, mentre que Athos entre en contacte amb aquest, i li assenyala l'existència de la fortuna de Carles. El general, que reconeix que l'ascens d'un rei és molt més important que un enfrontament entre anglesos i escocesos, decideix convèncer Lambert, però desapareix misteriosament.
Dos dies més tard, D'Artagnan, com a cap dels pescadors, arriba al comtat d'Holanda, al poble de Scheveningen, on Carles està refugiat. El gascó li presenta una gran caixa foradada: on havia estat tancat el general Monck. D'Artagnan li explica a Carles que Monck, en tenir la confiança del Parlament, li servirà d'aliat per recuperar el tron. Carles, agraït, posa en llibertat el general i aquest, al costat de D'Artagnan, tornen a Newcastle. En arribar al campament, s'adonen que els soldats han calat foc a la casa d'Athos (on va traslladar l'or de Carles) per fer-lo sortir, ja que ells creuen que ell és responsable de la desaparició del seu general. No obstant això, el comte és salvat a temps per D'Artagnan i junts apaguen l'incendi. Després, Athos marxa cap a Holanda amb la fortuna, mentre que enmig de negociacions infructuoses, el general Lambert perd el suport dels seus soldats, que es posen al bàndol del general Monck. Aquest arriba triomfant a Londres i declara que Carles ha de pujar al poder a Anglaterra perquè aquest país necessita un rei, el que el Parlament accepta: així, Carles II es converteix en el nou monarca anglès.

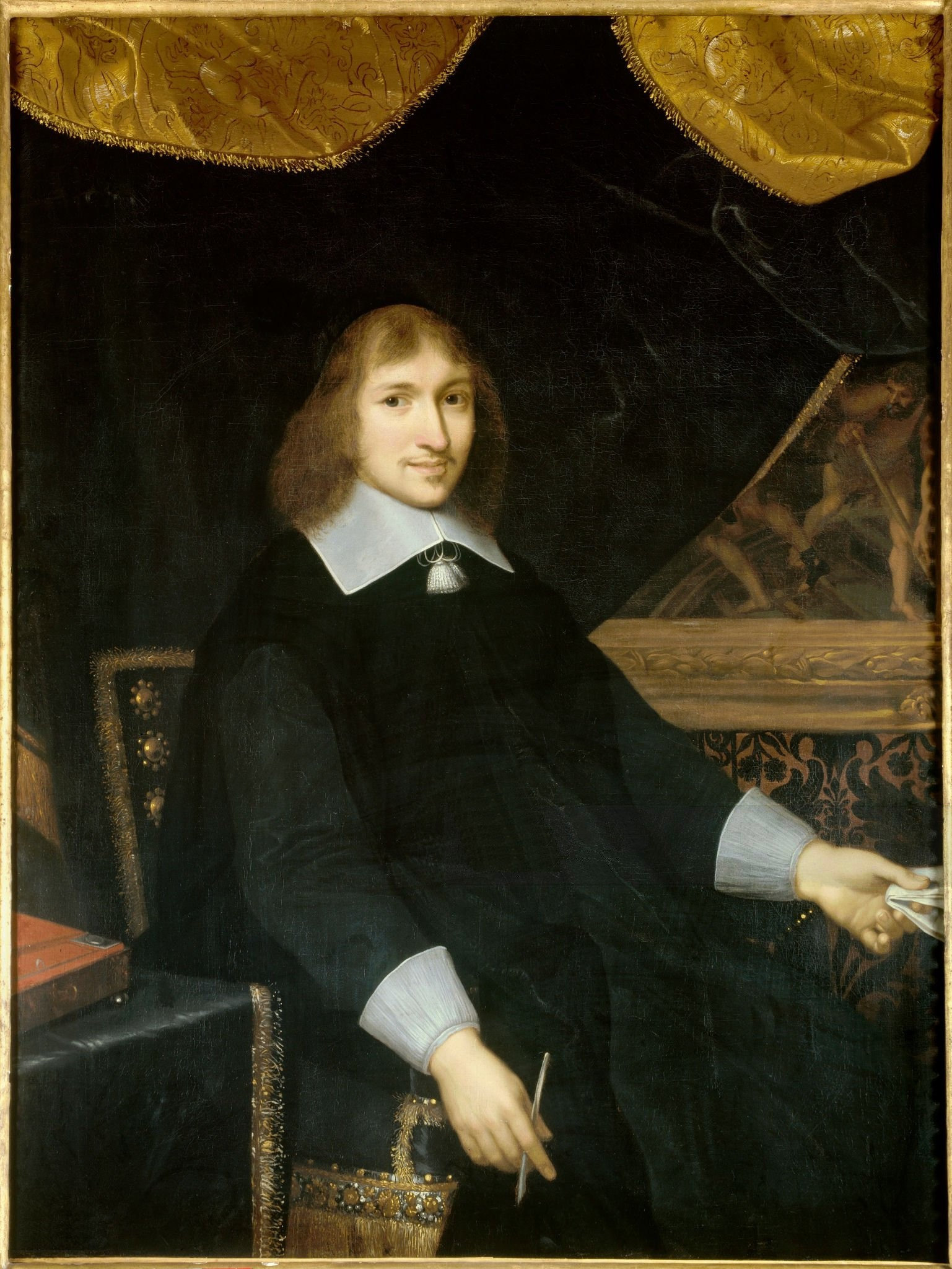
Nicolas Fouquet, Superintendent de Finances en qui desconfien Lluís XIV i Colbert

Al seu retorn a França, Athos decideix acceptar les noces entre Raül i Lluïsa, però tem pel futur del seu fill a causa d'aquest amor. D'altra banda, Lluís XIV es veu obligat a casar-se amb Maria Teresa d'Àustria, tot i estimar Maria Mancini, neboda del cardenal Mazzarino. Mesos més tard, el cardenal emmalalteix i mor, sense abans suggerir a Lluís XIV que no prengui consellers. Així, el jove rei obté el poder, oblida Maria Mancini i s'envolta de nombroses amants a la cort, entre elles, Lluïsa de la Vallière, qui estima secretament Lluís XIV des de la visita que va fer aquest a la casa on treballa. En efecte, quan Raül, convertit en el seu rival en l'amor, va anar a demanar al rei una autorització per al seu matrimoni amb Lluïsa, aquest va descomplaure i va enviar-lo a Anglaterra. D'altra banda, a la cort es perfilen les figures de Nicolas Fouquet, poderós superintendent de finances i propietari de Belle-Île-en-Mer, i de Jean-Baptiste Colbert, administratiu i fiscalitzador de les finances, recomanat per Mazzarino a Lluís XIV, que dona compte al rei de les despeses injustificades de Fouquet. El superintendent, per la seva banda, té com a aliat Aramis, conegut també com a René de Herblay, que supervisa amb Porthos la construcció d'una sèrie de fortificacions a Belle-Île-en-Mer.
Posteriorment, en tornar a França, Raül s'entrevista amb Lluïsa i ella li confessa que estima un altre home. El jove se'n va dolgut, mentre que Athos es presenta davant Lluís XIV per insistir que accepti les noces, però el rei li revela que estima Lluïsa. El comte, llavors, trenca la seva espasa i amb això el seu jurament de fidelitat al rei, ja que ha esdevingut el seu enemic. En perdre un fidel servidor en la persona d'Athos, el rei desitja que D'Artagnan estigui de nou al seu servei i li proposa la funció de capità dels seus mosqueters, el que el gascó accepta. No obstant això, Lluís XIV, humiliat per l'afront d'Athos, li ordena a D'Artagnan de capturar el seu amic per empresonar-lo en la Bastilla. El mosqueter fa el possible per evitar la presó d'Athos i després de fer-un sopar amb el senyor de Baisemeaux, governador de la Bastilla, es presenta davant el rei, discuteix amb aquest i obté finalment la llibertat del comte, qui opta per retirar-se a la seva residència a La Fère, a la vora del Loira.

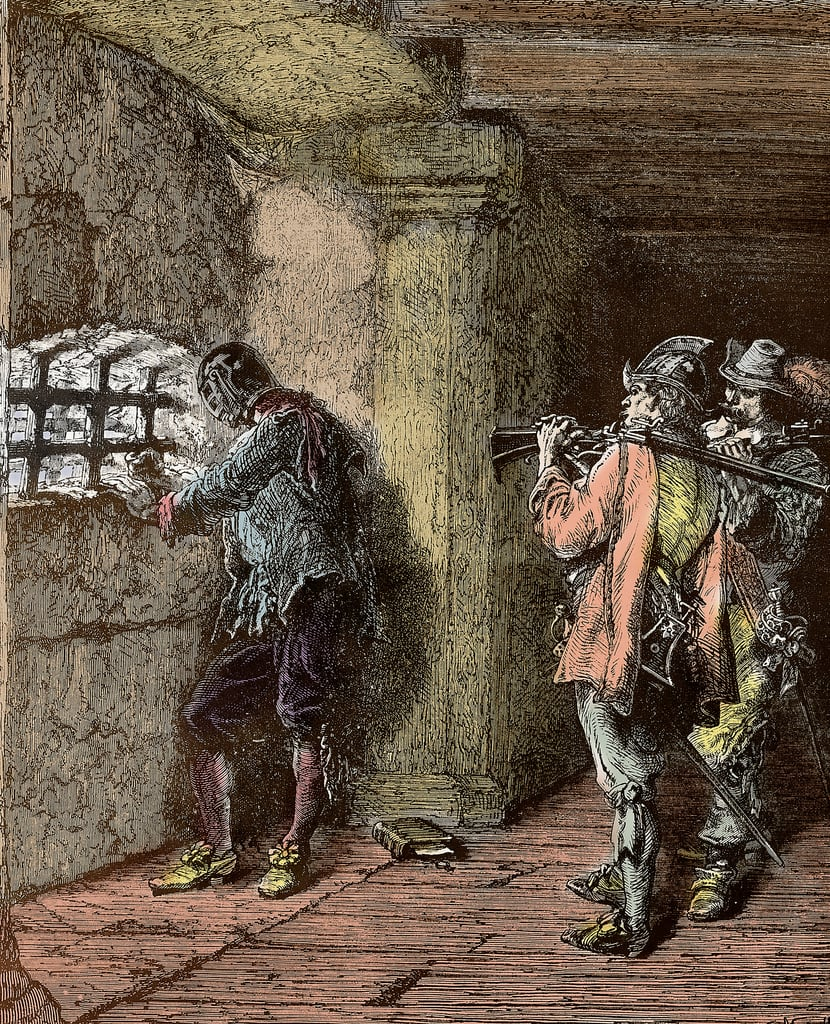
La llegenda del L'home de la màscara de ferro va servir d'inspiració a Alexandre Dumas (pare) per a l'última part de la novel·la

En tant, Aramis, que també havia esdevingut General de la Companyia de Jesús, s'entrevista amb un misteriós presoner de la Bastille anomenat Felip. De la seva conversa amb aquest es revela que el 5 de setembre de 1738, no va néixer un fill de Lluís XIII i Anna d'Àustria, sinó dos: Lluís XIV té un germà bessó, que és precisament Felip. Aquell segon fill podia, amb el temps i armat dels interessos d'un partit, disputar la corona en una guerra civil, situació que va inquietar els reis, que van optar per allunyar aquest fill, i enviar-lo primer a una casa de camp i després a la presó de la Bastilla. Així, després alliberar gràcies a un estratagema amb el qual va burlar Baisemeaux, Aramis proposa a Felip reivindicar els seus drets perduts i substituir-se al rei gràcies a la semblança física, oferta que el jove príncep accepta. A canvi, un cop al tron, Felip va nomenar Herblay com el seu primer ministre i l'ajudaria a esdevenir cardenal i després papa. Llavors, amb l'ajut de Porthos, qui ignorava el complot, Aramis aprofita les festes celebrades per Fouquet al Castell de Vaux-le-Vicomte en honor del rei, per donar el cop i efectuar secretament el canvi entre germans: Lluís XIV acaba empresonat a la Bastilla, mentre Felip desperta l'endemà al palau, i assumeix el seu paper de rei davant la cort. Després, Aramis, esperant comptar amb l'aprovació de Fouquet, li explica el seu pla secret, no obstant això, contràriament al que creia, rep el refús del superintendent, que, furiós, li ordena fugir de França i radicar-se a Belle-Île. Fouquet al seu torn, que se sent culpable del destí del seu hoste, decideix anar a salvar a Lluís XIV, l'allibera de la seva captivitat i el porta al palau, on ambdós germans es van trobar cara a cara davant la cort estupefacte. Felip és fet pres immediatament per D'Artagnan, que lamenta fer-ho, i és enviat a l'Illa de Santa Margarita amb una màscara de ferro a la cara.

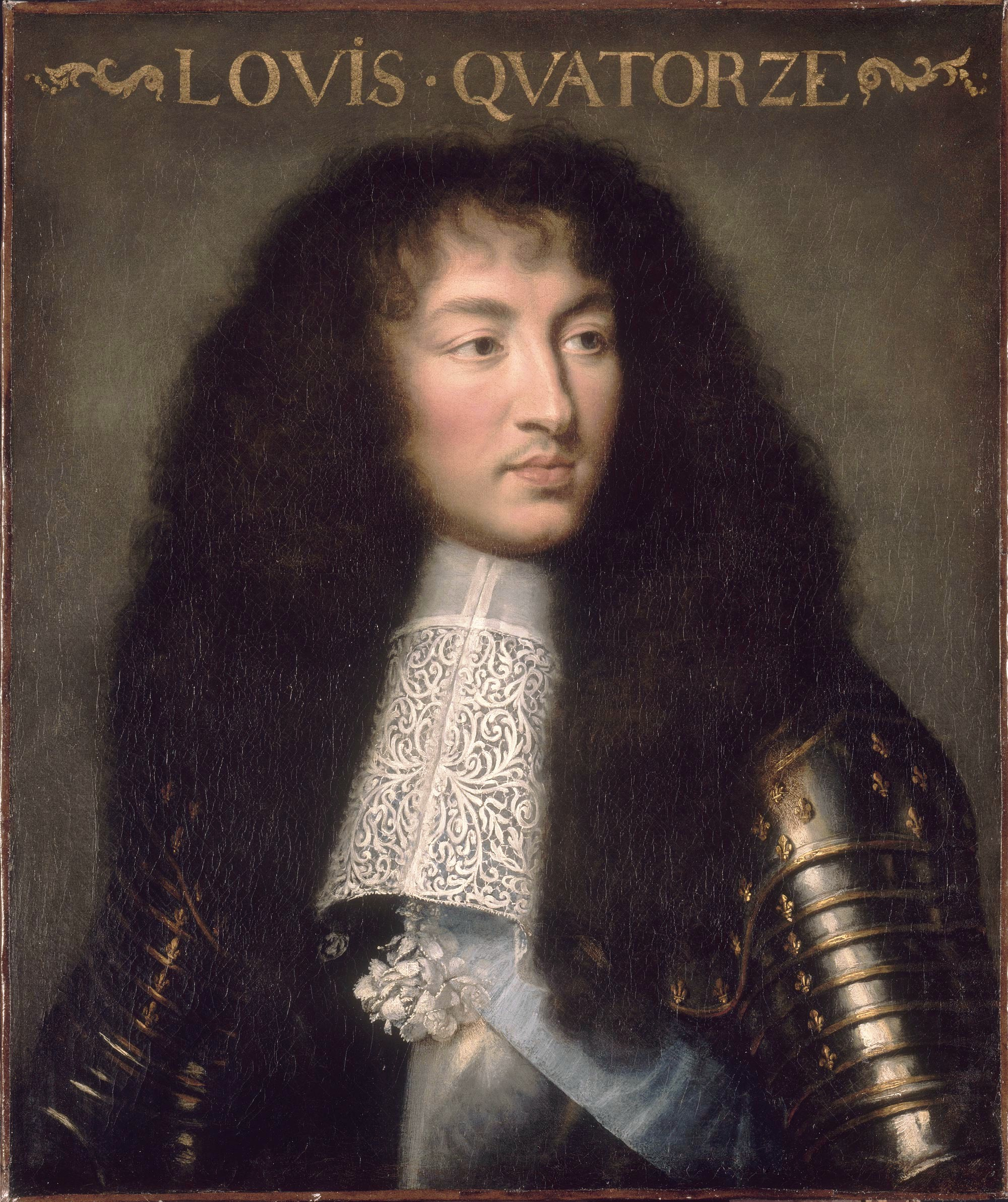
Lluís XIV, un dels personatges centrals de El Vescomte de Bragelonne

El rescat de Lluís XIV per part de Fouquet, no evita pas que aquest també acabi per caure en desgràcia: les denúncies de Colbert i la gelosia de Lluís XIV acaben en el seu acomiadament i en la seva persecució i arrest a mans de D'Artagnan a Nantes, per malversació de cabals públics, i és empresonat a perpetuïtat a la presó de Pignerol. Per la seva banda, Colbert va assumir l'administració de les finances del regne, mentre que d'Artagnan va tornar a l'Illa de Santa Margarida per vigilar Felip.
D'altra banda, Aramis, que va fugir en companyia de Porthos, arriba a la casa d'Athos, li revela el fracàs del seu pla i li proposa unir-se a ells per fer resistència a Belle-Île. No obstant això, el comte prefereix mantenir-se al marge i s'acomiada dels seus amics, ja que està preocupat del seu fill, que ha decidit anar a la guerra a Algèria amb el senyor de Beaufort. Posteriorment, en acompanyar-lo a les costes francesos per reclutar soldats, Athos i el seu fill arriben a l'Illa de Santa Margarida, on s'albiren el príncep presoner i s'acomiaden també de D'Artagnan, a qui Raül lliura una carta per Lluïsa de la Vallière.
A Belle-Île, mentrestant, Aramis pensa que el rei no atacarà sense l'autorització de Fouquet. No obstant això, el bisbe de Vannes ignora que l'illa ara va passar a mans de Lluís XIV després de la caiguda del ministre, de manera que quan va veure arribar al lluny els vaixells del rei transportant soldats, va comprendre que ell i els seus homes estaven en perill, i revela a Porthos la veritat del seu complot. D'Artagnan, que arriba al lloc des d'un dels vaixells, tracta de prevenir els seus amics, però es veu impedit per un oficial del rei, que anticipa tots els seus moviments. L'illa és atacada i el gascó, frustrat, marxa a França per presentar la seva dimissió al rei, que l'accepta. Mentrestant, a Belle-Île, enmig d'una intensa lluita en la cova de Locmaria, Porthos sucumbeix en ser aixafat per les roques del lloc, després d'una explosió de dinamita, i mor davant la impotència d'Aramis, que al costat dels bretons que el recolzaven, és portat fora de perill en un vaixell cap a Espanya.
Lluny d'aquests esdeveniments, Athos, qui s'havia acomiadat de Raül, cau en una profunda tristesa. En somnis, adverteix sobre la mort de Porthos i del seu fill. Llavors, postrat al seu llit, rep per part de Grimaud la notícia que efectivament Raül va morir a Algèria i a la poca estona mor, amb l'esperança de retrobar-se amb el seu fill al cel. D'Artagnan, qui arriba a la casa del comte, plora el seu amic i després lliura a Lluïsa la carta de Raül, que culpant la jove de la mort del fill i del pare.
Anys més tard, D'Artagnan, novament al comandament dels mosqueters, rep una invitació per sopar amb el rei, Colbert i el duc d'Albereda, ambaixador d'Espanya. En arribar a la cort, descobreix que el duc no és altre que Aramis, reconciliat amb Lluís XIV i que l'assegura la neutralitat d'Espanya davant la guerra entre França i el comtat d'Holanda. D'Artagnan i Aramis s'acomiaden tristament, i el mosqueter marxa amb les seues tropes al Setge de Maastricht (1673), amb l'esperança d'obtenir el bastó de mariscal de França. Allà, dirigint el setge de la ciutat, ho aconsegueix, però és ferit per una bala i mor en braços dels seus soldats.

## Personatges
- Raoul de Bragelonne: És el fill natural del Comte de la Fère, Athos, i de la Duquessa de Chevreuse. Si bé ha donat el seu nom a la novel·la, Raoul de Bragelonne és només un dels nombrosos protagonistes, fins i tot és menys present que Lluís XIV, D'Artagnan o Fouquet. El personatge de Raoul és llunyanament inspirat en Nicolas de Bragelonne, cosí de Louise de la Vallière i enamorat d'aquesta, que va morir de pena en assabentar del seu romanç amb el rei. A la novel·la, després de descobrir l'engany de la seva estimada Louise, decideix embarcar-se a Àfrica per fer-se matar en una batalla. En no aconseguir-ho, acaba suïcidant-se.
- Louise de la Vallière: És la filla del marquès de Saint Rémy, majordom del duc d'Orleans. Estimada de Raoul, el seu amic d'infància, s'oblida d'ell després de conèixer i interessar-se pel rei, fins a esdevenir la seva favorita, el que va afectar profundament Raoul. Finalment acaba relegada pel rei, en tenir aquest com nova favorita Madame de Montespan.
- Lluís XIV: La novel·la mostra la transformació del sobirà jove i tímid en gran monarca absolut. Lluís XIV és un personatge ambigu, de vegades just i noble, de vegades cruel i implacable, per raó de les diverses situacions que viu a la novel·la. Al principi, encara dominat per Mazzarino, Lluís XIV comença a comprendre la tasca de ser rei i les seves responsabilitats, fins a convertir finalment en un governant madur, decidit i respectat pels seus propers. Voluble en l'amor, va tenir per favorites a Maria Mancini, Louisa de la Vallière ja Madame de Montespan.
- D'Artagnan: És l'únic dels quatre amics que s'ha mantingut com mosqueter, ara com cap dels guàrdies del rei. Al principi de la novel·la, decebut per la manca d'autoritat de Lluís XIV, renúncia al seu càrrec. Després, amb l'ajut de Planchet, dirigeix l'operació per restaurar Carles II al tron d'Anglaterra, per això va rebre una gran recompensa que el fa ric. Després d'aquesta gesta, és reposat per Lluís XIV a les seves funcions com a cap de la guàrdia. Després de l'episodi de l'home de la màscara de ferro, se li ordena arrestar Nicolas Fouquet i detenir els conspiradors Aramis i Porthos, refugiats a Belle-Île-en-Mer, i refusa acomplir aquesta última tasca. Al final de la novel·la, acaba per reconèixer la futura grandesa de Lluís XIV i mor tirotejat al Setge de Maastricht (1673), poc després la seva promoció com a Mariscal de França.
- Athos: Apareix en poques ocasions a la novel·la. Malgrat el seu cansament i vellesa, ajuda en la restauració de Carles II d'Anglaterra. La seva única raó de viure és el seu fill Raoul, però quan aquest viatja a Àfrica per morir en la guerra, Athos cau en una profunda tristesa, i mor al seu llit, després d'aprendre la mort del seu fill.
- Porthos: Després d'esdevenir ric, el Baró de Vallon de Bracieux de Pierrefonds ara anhela esdevenir Duc. Tot i ser apreciat per Lluís XIV, ingènuament s'involucra en un complot tramat per Aramis, que li fa creure que s'enfrontaran contra un usurpador de la corona, quan en realitat ho faran contra el mateix rei. Encara descobrint la veritat, Porthos fa resistència a l'exèrcit de Lluís XIV, i mor heroicament a la cova de Locmaria.
- Aramis: Bisbe de Vannes, el cavaller de Herblay descobreix l'existència d'un germà bessó de Lluís XIV, secret que l'ajudarà a esdevenir General de l'Orde dels Jesuïtes. Aliat de Fouquet, decideix ajudar-lo davant les sospites del rei i Colbert, de manera que organitza, amb l'ajut de Porthos, la destitució de Lluís XIV reemplaçat pel seu germà bessó. No obstant això, el pla es veu frustrat pel mateix Fouquet, davant la qual cosa Aramis es refugia a Belle-Île-en-Mer i després a Espanya, on rep el títol de Duc d'Albereda. Anys més tard, indultat per Lluís XIV, torna a França, i gràcies a la seva astúcia esdevé l'únic supervivent dels quatre amics.
- Nicolas Fouquet: superintendent de finances i amo d'una gran fortuna, és retratat positivament per Dumas, que defensa la seva innocència. Amenaçat per les intrigues de Colbert, Fouquet organitza luxoses festes per obtenir el favor de Lluís XIV. No obstant això, contrari al que creia, recull encara més odi del rei, gelós de la seva fortuna. Després de descobrir el complot d'Aramis de substituir el rei, allibera Lluís XIV, però el monarca no ho perdona, ordena l'arrest de D'Artagnan seu arrest i el seu trasllat final a la presó de Pignerol.
- Felip: Germà bessó de Lluís XIV, el qual ignora la seva existència. Durant tota la seva vida ha estat ocultat: des de la seva infància al camp fins a anys després com a presoner a La Bastilla, sota el nom de Marchiali. Aramis el troba trobat i l'allibera e li revela els seus orígens, i el convenç de substituir Lluís XIV al tron de França, que li pertany per legitimitat. A canvi, Felip ajudaria Aramis a esdevenir papa. Però, després de consumar el canvi entre germans, no triga ser descobert, i és detingut i tancat a l'Illa de Santa Margarida, amb una màscara de ferro a la cara. No s'ha de confondre amb el seu germà petit, Felip d'Orleans, conegut com a Monsieur i també present a la novel·la.
- Joan Baptista Colbert: Retratat negativament per Dumas, Colbert conspira per enderrocar Fouquet, el seu enemic, i ocupar el seu lloc a l'administració de finances del regne. No obstant això, anys més tard, ja ministre, mostra una personalitat més benèvola i noble, i guanya l'estimació de D'Artagnan, que no confiava en les seves intencions, que no eren altres que d'engrandir la indústria, les arts i la prosperitat de França.

## Comentaris
Des de la seva publicació en forma de fulletó a Le Siècle, entre març i juliol de 1844, Els Tres Mosqueters (Les Trois Mousquetaires) fou la novel·la més popular dins de l'extensa obra de Dumas (en dura competència amb El Comte de Montecristo). L'afecte dels lectors als indòmits mosqueters va canviar aquella història inicial en la primera part d'una trilogia que completen Vint anys després (Vingt Ans Après, 1845) i El Vescomte de Bragelonne (Dix Ans Plus Tard o  Li Vicompte De Bragelonne, 1848-1850), encara que cap d'aquestes novel·les posteriors va arribar a tenir la vitalitat de la primera, potser per la forma envellida dels seus protagonistes.
Amb El Vescomte de Bragelonne, Dumas culmina la història dels mosqueters i presenta la de L'home de la màscara de ferro, tot i que al contrari del que podria semblar la història d'aquest home no s'ha considerat com una continuació de la d'Els Tres Mosqueters; fins i tot en molts països ha estat presentada com una història totalment independent, encara que no ho fos per a Dumas, quan la va escriure amb la col·laboració d'Auguste Maquet.